# Tyronn Lue
Tyronn Jamar Lue (Mexico, Misuri, 3 de mayo de 1977) es un exjugador y entrenador de baloncesto estadounidense que disputó 11 temporadas de la NBA. Con 1,83 metros de altura, lo hacía en la posición de base. Actualmente ocupa el puesto de entrenador principal en Los Angeles Clippers.

## Carrera

### Universidad
Durante tres años jugó con los Cornhuskers de la Universidad de Nebraska, donde acabó siendo el tercer jugador con más asistencias de los Cornhuskers de toda la historia. Promedió 15,9 puntos, 4,4 asistencias y 3,4 rebotes por partido.

### NBA
Fue elegido en la 23.ª posición del Draft de la NBA de 1998 por Denver Nuggets, pero fue traspasado al instante, junto a Tony Battie a Los Angeles Lakers a cambio de Nick Van Exel. En sus 3 primeros años en los Lakers apenas pudo jugar debido a las lesiones, pero en 2001 fue una pieza clave en los Playoffs de la NBA, siendo utilizado por su rapidez para frenar a la estrella del equipo de los Sixers Allen Iverson, consiguiendo su primer anillo de campeón de la NBA.
Tras tres temporadas en Los ángeles, el 18 de julio de 2001, firma como agente libre con Washington Wizards, donde permaneció dos temporadas.
El 23 de julio de 2003 firma con Orlando Magic. 
El 29 de junio de 2004 es traspasado, junto a Reece Gaines, Juwan Howard y Tracy McGrady a Houston Rockets, a cambio de Kelvin Cato, Steve Francis y Cuttino Mobley.
Tras unos meses en Houston , el 23 de diciembre de 2004 es traspasado a Atlanta Hawks a cambio de Jon Barry.
El 30 de agosto de 2005, renueva con los Hawks.
Durante su cuarta temporada en Atlanta, el 16 de febrero de 2008 fue traspasado a Sacramento Kings junto con Shelden Williams, Anthony Johnson, Lorenzen Wright y una segunda ronda del draft de 2008 a cambio del base Mike Bibby. Tras ser cortado por los Kings a principios de marzo, el base fichó por Dallas Mavericks.
El 17 de julio de 2008 firmó con Milwaukee Bucks, pero a mitad de temporada, el 5 de febrero de 2009, es traspasado a Orlando Magic, a cambio de Keith Bogans. En Orlando disputó 14 encuentros, sus últimos como profesional.

### Entrenador
El 23 de octubre de 2009, se une a los Boston Celtics como director de desarrollo baloncestístico. En 2011 es asignado al cuerpo técnico como asistente de Doc Rivers hasta 2013.
En julio de 2013, se une al cuerpo técnico de Los Angeles Clippers.
El 23 de junio de 2014, firma como entrenador asicado de los Cleveland Cavaliers, siendo el asistente mejor pagado de la NBA, siendo el principal candidato para el puesto de entrenador principal en los Cavs, puesto que fue para David Blatt. Tras dos temporadas como asistente, el 22 de enero de 2016, se convierte en técnico principal tras la destitución de Blatt. En junio consigue el campeonato NBA, siendo el primer título de la franquicia, y convirtiéndose en el segundo entrenador rookie en conseguir un título, y el tercer entrenador (junto a Paul Westhead en 1979–80 y Pat Riley en 1981–82) en ganarlo tras convertirse en entrenador en medio de la temporada, así como el 14.º en ganar el anillo como entrenador y jugador.
Al comienzo de su cuarta temporada, el 28 de octubre de 2018, es despedido tras comenzar la temporada con un 0–6.
Tras su despido de los Cavs, trabajó de manera informal junto al entrenador Doc Rivers en Los Angeles Clippers, y al comienzo de la temporada 2019–20, fue nombrado asistente técnico.
Al año siguiente, el 20 de octubre de 2020 y tras la marcha de Rivers, fue nombrado entrenador principal del equipo. En su primera temporada llevó a la franquicia a disputar las finales de conferencia, por primera vez en su historia, en las que perdieron ante Phoenix Suns (2-4)
Al comienzo de su cuarta temporada con los Clippers, la 2023-24, fue nombrado entrenador del mes de diciembre, y de enero, de la conferencia Oeste. En mayo de 2024 acuerda una extensión con los Clippers.

## Estadísticas de su carrera en la NBA

### Temporada regular
| Año     | Equipo      | PJ  | PT  | MPP  | %TC  | %3P  | %TL  | RPP | APP | ROB | TPP | PPP  |
| ------- | ----------- | --- | --- | ---- | ---- | ---- | ---- | --- | --- | --- | --- | ---- |
| 1998–99 | Los Angeles | 15  | 0   | 12.5 | .431 | .438 | .571 | .4  | 1.7 | .3  | .0  | 5.0  |
| 1999–00 | Los Angeles | 8   | 0   | 18.3 | .487 | .500 | .750 | 1.5 | 2.1 | .4  | .0  | 6.0  |
| 2000–01 | Los Angeles | 38  | 1   | 12.3 | .427 | .324 | .792 | .8  | 1.2 | .5  | .0  | 3.4  |
| 2001–02 | Washington  | 71  | 0   | 20.5 | .427 | .447 | .762 | 1.7 | 3.5 | .7  | .0  | 7.8  |
| 2002–03 | Washington  | 75  | 24  | 26.5 | .433 | .341 | .875 | 2.0 | 3.5 | .6  | .0  | 8.6  |
| 2003–04 | Orlando     | 76  | 69  | 30.7 | .433 | .383 | .771 | 2.5 | 4.2 | .8  | .1  | 10.5 |
| 2004–05 | Houston     | 21  | 3   | 22.8 | .393 | .333 | .778 | 1.9 | 2.8 | .4  | .0  | 6.0  |
| 2004–05 | Atlanta     | 49  | 46  | 31.2 | .464 | .364 | .871 | 2.2 | 5.4 | .5  | .0  | 13.5 |
| 2005–06 | Atlanta     | 51  | 10  | 24.2 | .459 | .457 | .855 | 1.6 | 3.1 | .5  | .1  | 11.0 |
| 2006–07 | Atlanta     | 56  | 17  | 26.6 | .416 | .348 | .883 | 1.9 | 3.6 | .4  | .0  | 11.4 |
| 2007–08 | Atlanta     | 33  | 3   | 17.1 | .439 | .435 | .857 | 1.2 | 1.8 | .3  | .0  | 6.8  |
| 2007–08 | Dallas      | 17  | 0   | 10.1 | .474 | .529 | .250 | .8  | .9  | .0  | .1  | 3.8  |
| 2008–09 | Milwaukee   | 30  | 0   | 13.1 | .454 | .467 | .750 | 1.2 | 1.5 | .2  | .0  | 4.7  |
| 2008–09 | Orlando     | 14  | 0   | 9.2  | .395 | .353 | .667 | .8  | 1.0 | .1  | .0  | 3.0  |
| Total   | Total       | 554 | 173 | 22.7 | .437 | .391 | .829 | 1.7 | 3.1 | .5  | .0  | 8.5  |

### Playoffs
| Año   | Equipo    | PJ | PT | MPP  | %TC   | %3P   | %TL  | RPP | APP | ROB | TPP | PPP |
| ----- | --------- | -- | -- | ---- | ----- | ----- | ---- | --- | --- | --- | --- | --- |
| 1999  | LA Lakers | 3  | 0  | 11.0 | .412  | .000  | .000 | .7  | 2.0 | .7  | .0  | 4.7 |
| 2001  | LA Lakers | 15 | 0  | 8.7  | .345  | .385  | .800 | .7  | .7  | .8  | .1  | 1.9 |
| 2008  | Dallas    | 2  | 0  | 1.0  | .000  | .000  | .000 | .5  | .5  | .0  | .0  | .0  |
| 2009  | Orlando   | 1  | 0  | 4.0  | 1.000 | 1.000 | .000 | .0  | .0  | .0  | .0  | 5.0 |
| Total | Total     | 21 | 0  | 8.1  | .388  | .375  | .800 | .6  | .8  | .7  | .1  | 2.3 |

## Estadísticas como entrenador
| Equipo        | Año     | P   | V   | D   | V–D% | Finalizado      | PP | VP | DP | PV–D% | Resultado                        |
| ------------- | ------- | --- | --- | --- | ---- | --------------- | -- | -- | -- | ----- | -------------------------------- |
| Cleveland     | 2015-16 | 41  | 27  | 14  | .659 | 1.º en Central  | 21 | 16 | 5  | .762  | Gana Campeonato NBA              |
| Cleveland     | 2016-17 | 82  | 51  | 31  | .622 | 1.º en Central  | 18 | 13 | 5  | .722  | Pierde en Finales NBA            |
| Cleveland     | 2017-18 | 82  | 50  | 32  | .610 | 1.º en Central  | 22 | 12 | 10 | .545  | Pierde en Finales NBA            |
| Cleveland     | 2018-19 | 6   | 0   | 6   | .000 | (despedido)     | —  | —  | —  | —     | —                                |
| L.A. Clippers | 2020-21 | 72  | 47  | 25  | .653 | 2.º en Pacífico | 19 | 10 | 9  | .526  | Pierde en Finales de Conferencia |
| L.A. Clippers | 2021-22 | 82  | 42  | 40  | .512 | 3.º en Pacífico | –  | –  | –  | –     | No playoffs                      |
| L.A. Clippers | 2022-23 | 82  | 44  | 38  | .537 | 3.º en Pacífico | 5  | 1  | 4  | .200  | Pierde en Primera ronda          |
| L.A. Clippers | 2023-24 | 82  | 51  | 31  | .622 | 1.º en Pacífico | 6  | 2  | 4  | .333  | Pierde en Primera ronda          |
| L.A. Clippers | 2024-25 | 82  | 50  | 32  | .610 | 2.º en Pacific  | 7  | 3  | 4  | .429  | Pierde en Primera ronda          |
| Total         | Total   | 611 | 362 | 249 | .592 |                 | 98 | 57 | 41 | .582  |                                  |

## Logros y reconocimientos
Jugador
- 2× Campeón de la NBA (2000-01, 2001-02)
- Primer equipo All-Big 12 (1998)
- Dorsal #10 retirado por los Nebraska Cornhuskers

Entrenador
- Campeón de la NBA (2016-17)
- Entrenador del All-Star Game de la NBA (2017)
- 2016 ESPY Award Best Coach/Manager
- 2016 ESPY Award Best Team (entrenador Cavaliers)

Otros
- Una calle en su ciudad natal, Mexico (Misuri), ha sido nombrada "Tyronn Lue Boulevard".[22]

## Vida personal
Lue es primo del jugador Jayson Tatum, que es originario de San Luis a dos horas de Mexico (Misuri), por lo que habitualmente asiste a sus barbacoas familiares.